# Benedetto Capponi Giulii
Benedetto Capponi Giulii (Capestrano, 4 gennaio 1842 – Milano, 23 febbraio 1891) è stato un politico italiano.

## Biografia
Nato a Capestrano nel 1842, si candidò alla Camera dei deputati per la XIII legislatura nelle elezioni politiche del 1876 nel collegio di Popoli, non risultando eletto contro lo sfidante Alessandro Nunziante; quando quest'ultimo fu nominato senatore, Capponi Giulii vinse le elezioni suppletive del 20 aprile 1879, accedendo al Parlamento nelle file della Sinistra storica.
Fu rieletto nello stesso collegio anche alle successive elezioni del 1880 e in quello di Sulmona nelle elezioni del 1882. Durante la XIV e la XV legislatura fu segretario dell'ufficio di presidenza della Camera.
Non fu rieletto alla tornata elettorale del 1886. Morì a Milano nel 1891.